# 메테오라

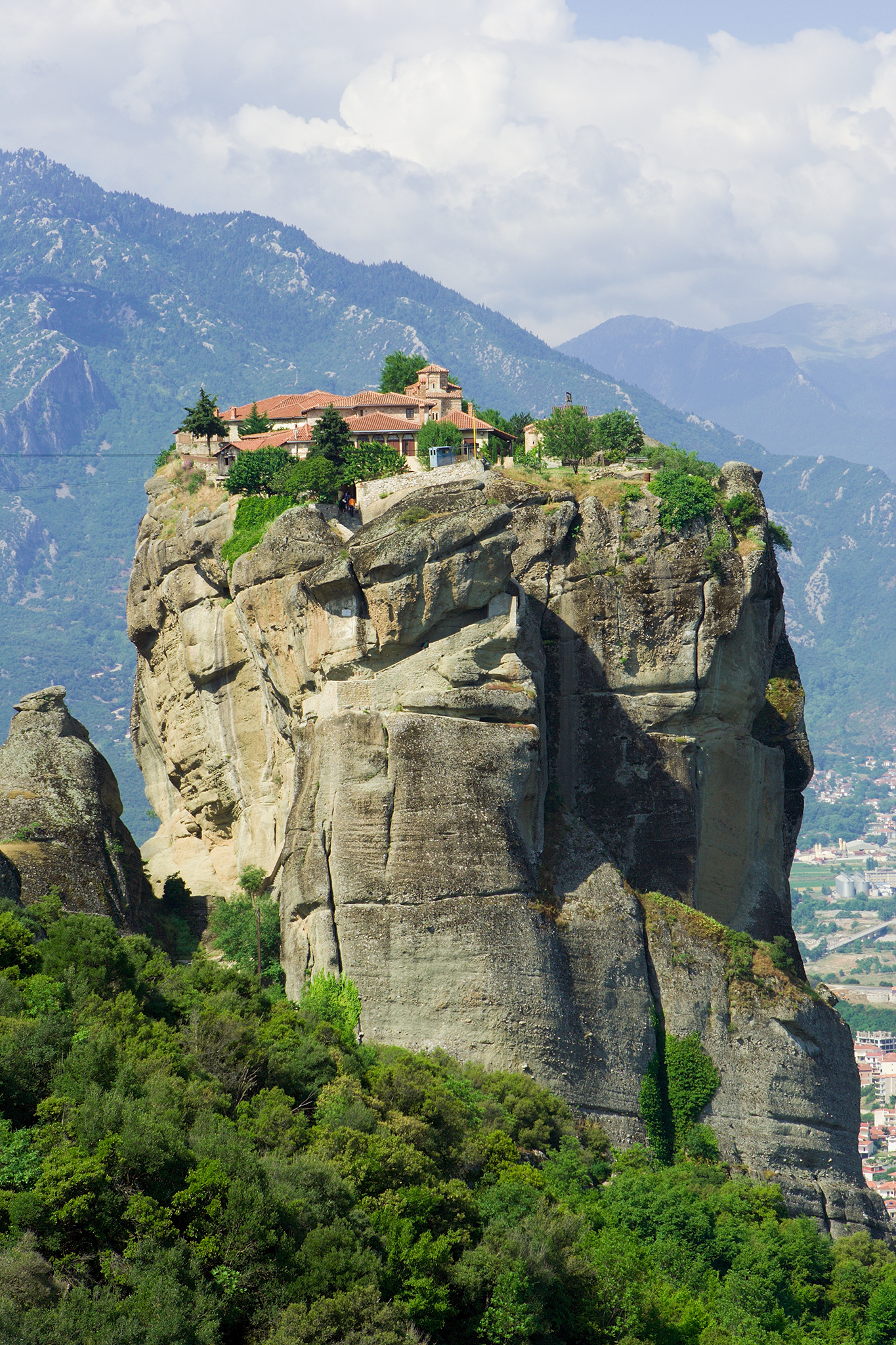
홀리 트리니티(아기오스 트리아다) 수도원

메테오라(그리스어: Μετέωρα, "매달린 바위", "공중에 매달린", "하늘 바로 아래"라는 뜻)는 그리스에서 아토스산 다음으로 정교회 큰 수도원이 많이 밀집한 지역이다. 가장 가까운 도시는 칼람바카이다. 여러 수도원이 자연 사암 바위언덕 위에 자리잡고 있으며, 위치상 중부 그리스의 핀도스산맥과 페네이오스강 근처의 테살리아평야의 북서쪽 끝이다. 메테오라에는 여섯 수도원이 있으며, 유네스코 세계유산에 등재되어 있다. 유네스코 선정 기준은 I, II, IV, V, VII항에 해당된다.

## 지질
연구에 따르면 메테오라의 바위 봉우리는 6천만여 년 전 제3기에 형성되었다. 이후 풍화 작용과 지진으로 뾰족한 봉우리가 지금의 모양이 되었다.

## 기후

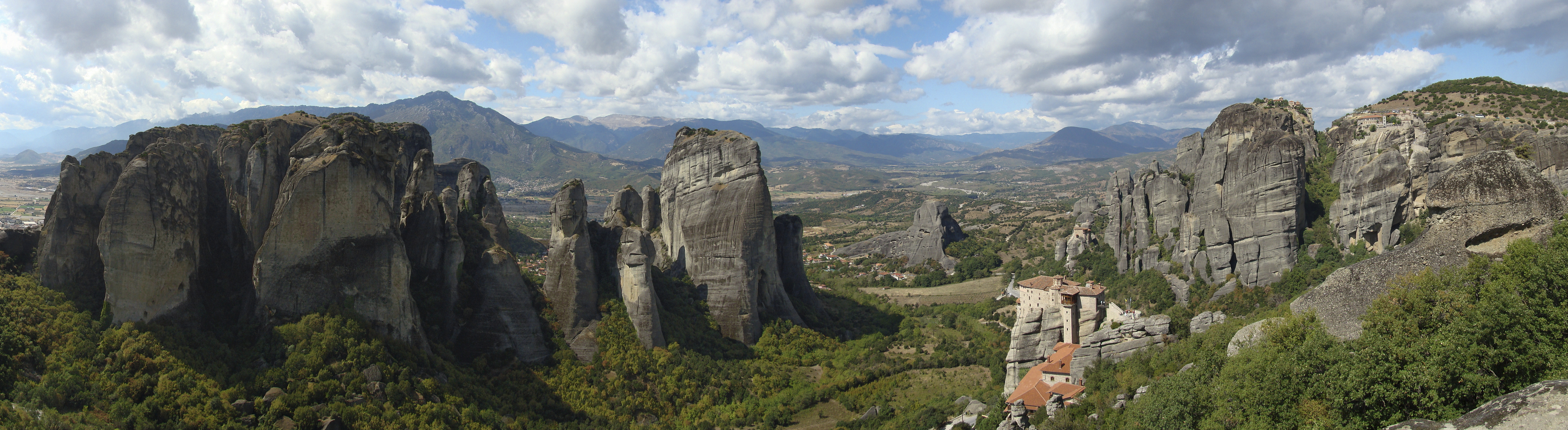
그리스 메테오라의 그리스 정교회 수도원들

이 지역의 기후는 계절마다 차이가 크다. 여름에는 무더우나 겨울에는 몹시 추운 날씨를 보인다. 일반적으로 비는 연중 많이 내리는 편으로, 고도가 높은 곳은 특히 그러한데, 여름에는 건조하다.